# Pierre Letellier
Jean Pierre David Letellier du Hutrel est un homme politique français né le 3 janvier 1732 à Saint-Lô (Manche) et décédé le 18 mars 1818 à Paris.
Procureur syndic du district de Saint-Lô, il est député de la Manche de 1791 à 1792.

## Sources
- « Pierre Letellier », dans Adolphe Robert et Gaston Cougny, Dictionnaire des parlementaires français, Edgar Bourloton, 1889-1891 [détail de l’édition]